# Ciorbă de perișoare

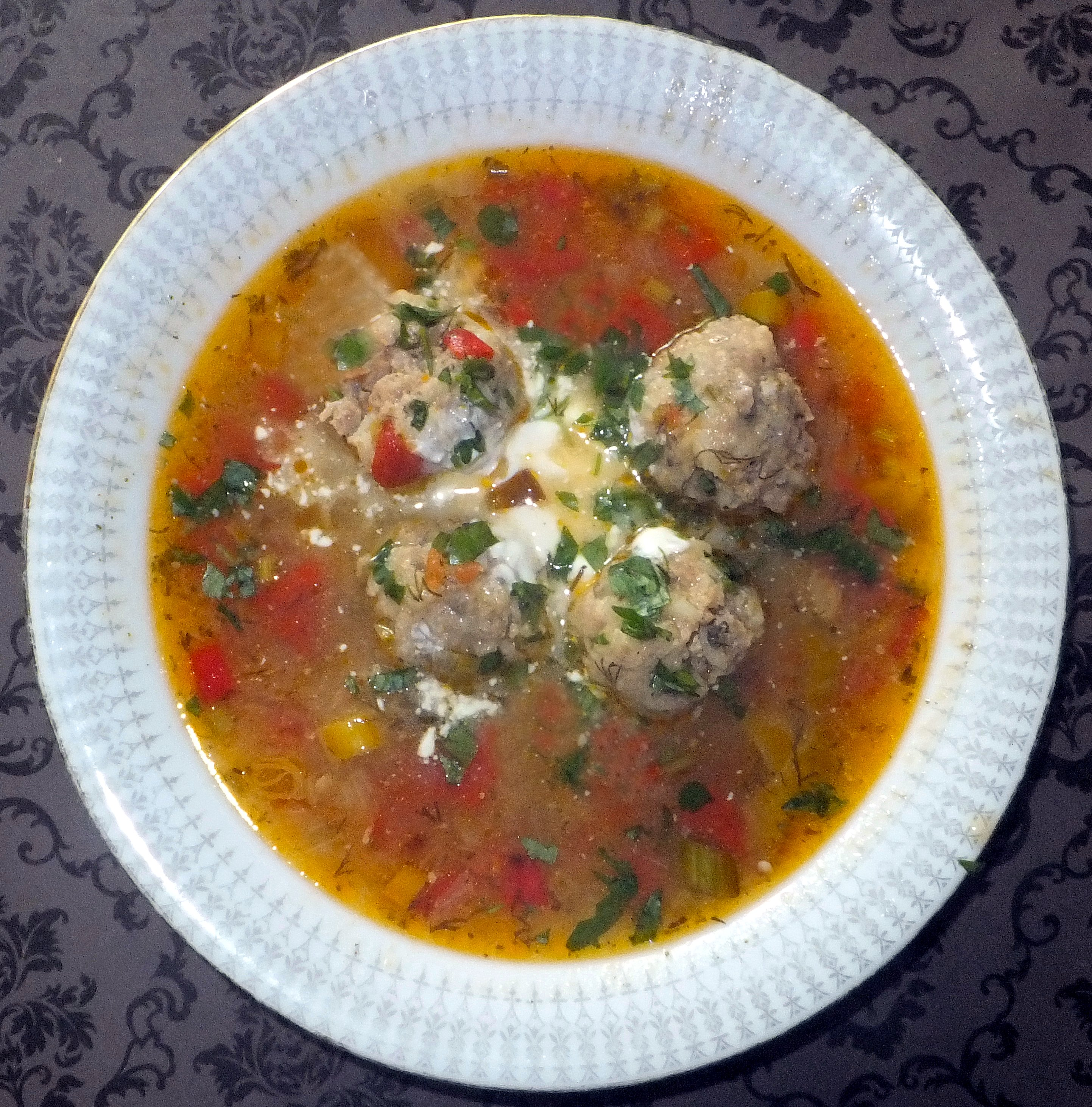
Une ciorbă de perișoare.

La ciorbă de perişoare est une soupe de boulettes de viande, originaire de Roumanie et Moldavie. Elle se caractérise par un goût quelque peu aigre produit par le borș ; parfumée aux herbes, elle s’accompagne de boulettes à la viande de porc et au riz,.